# Tatis herrliche Zeiten
Tatis herrliche Zeiten (Originaltitel: Playtime) ist ein französisch-italienischer Spielfilm des Regisseurs und Schauspielers Jacques Tati aus dem Jahr 1967. Im deutschsprachigen Raum ist er auch unter den Titeln Playtime – Tatis herrliche Zeiten und PlayTime gelaufen.

## Handlung
Der Film spielt in einem für die 1960er-Jahre futuristisch wirkenden Paris, das nur noch aus einheitlichen Glas- und Stahlkonstruktionen zu bestehen scheint, ohne Bäume und Grünflächen. Den Eiffelturm sowie Sacré-Cœur de Montmartre sieht man nur wenige Sekunden als Spiegelung im Fenster und den Eiffelturm noch ein zweites Mal als verzerrtes Objekt in der Ferne.
Die Filmfigur Monsieur Hulot – wie in seinen anderen Filmen dargestellt durch Jacques Tati selbst – ist auf der Suche nach einem Monsieur Giffard. Er sucht ihn in seinem Büro auf, aber durch eine Vielzahl von Missgeschicken verpassen sie sich ständig. Hulots Weg kreuzt sich dabei immer wieder mit einer US-amerikanischen Busreisegruppe, die Paris besucht und dabei nur in dieser Hochhauswelt herumgeführt wird, die überall sonst auch nicht nur stehen könnte, sondern schon wirklich steht, wie in einem Reisebüro anhand der Werbefotografien zu erkennen ist: Jedes Reiseziel wirbt mit dem gleichen Hochhausfoto, das nur durch einige touristische Versatzstücke aufgehübscht wird. Die moderne Welt gleicht sich bis zur Austauschbarkeit.

## Kritiken
„Ein von melancholischer Herzlichkeit geprägtes Welttheater, organisiert wie ein filmisches Ballett, das keiner Geschichte bedarf, sondern nur Bewegungen und Begegnungen als Initialzündung braucht. Ein bisweilen etwas betulicher, stets aber intelligent unterhaltender Spaß von hohem ästhetischem Reiz.“

„Playtime ist mit nichts zu vergleichen, was bereits im Kino zu sehen war. Ein Film von einem anderen Planeten, wo man andere Filme dreht.“

„Der […] Film von Jacques Tati bringt in satirischer Überbetonung sterile Erscheinungen der Zivilisation zu komischen Effekten. In der Durchdachtheit der Inszenierung und dem persönlichen Stil der verschiedenen Leitmotive ein Meisterwerk. Ab 14 zu empfehlen.“

## Auszeichnungen
- Étoile de Cristal 1968 in der Kategorie Bester Film
- Bodil 1969 in der Kategorie Bester Europäischer Film

## DVD- und Blu-ray-Veröffentlichungen
- Tatis herrliche Zeiten. Universum-Film, München 2005. (nur DVD)
- Playtime – Tatis herrliche Zeiten. Arthaus (Studiocanal), Leipzig 2015 (DVD und Blu-ray, enthalten neben dem restaurierten Film jeweils ein Interview mit Jacques Tati, eine Filmanalyse von Stéphane Goudet sowie Szenen mit Audiokommentar).

## Soundtrack
- Francis Lemarque, James Campbell: Play Time. Extraits de la Bande Originale du Film. Auf: Extraits des Bandes Originales des Films de Jacques Tati. Philips/Polygram s.l.s.n. Tonträger-Nr. 836 983-2 – Auszüge (Suite) aus der Originalaufnahme der Filmmusik

## Filmdokumentation
- Playtime Story (Originaltitel: Playtime Story).  Französische Fernsehdokumentation von François Ede aus dem Jahr 2002, 33 Minuten

## Belege
1. ↑   Freigabebescheinigung für Tatis herrliche Zeiten. Freiwillige Selbstkontrolle der Filmwirtschaft, März 2015 (PDF; Prüfnummer: 39 469 V).
2. ↑  Tatis herrliche Zeiten. In: Lexikon des internationalen Films. Filmdienst, abgerufen am 18. Februar 2017.
3. ↑  Evangelischer Presseverband München, Kritik Nr. 386/1968.